# Tundzja

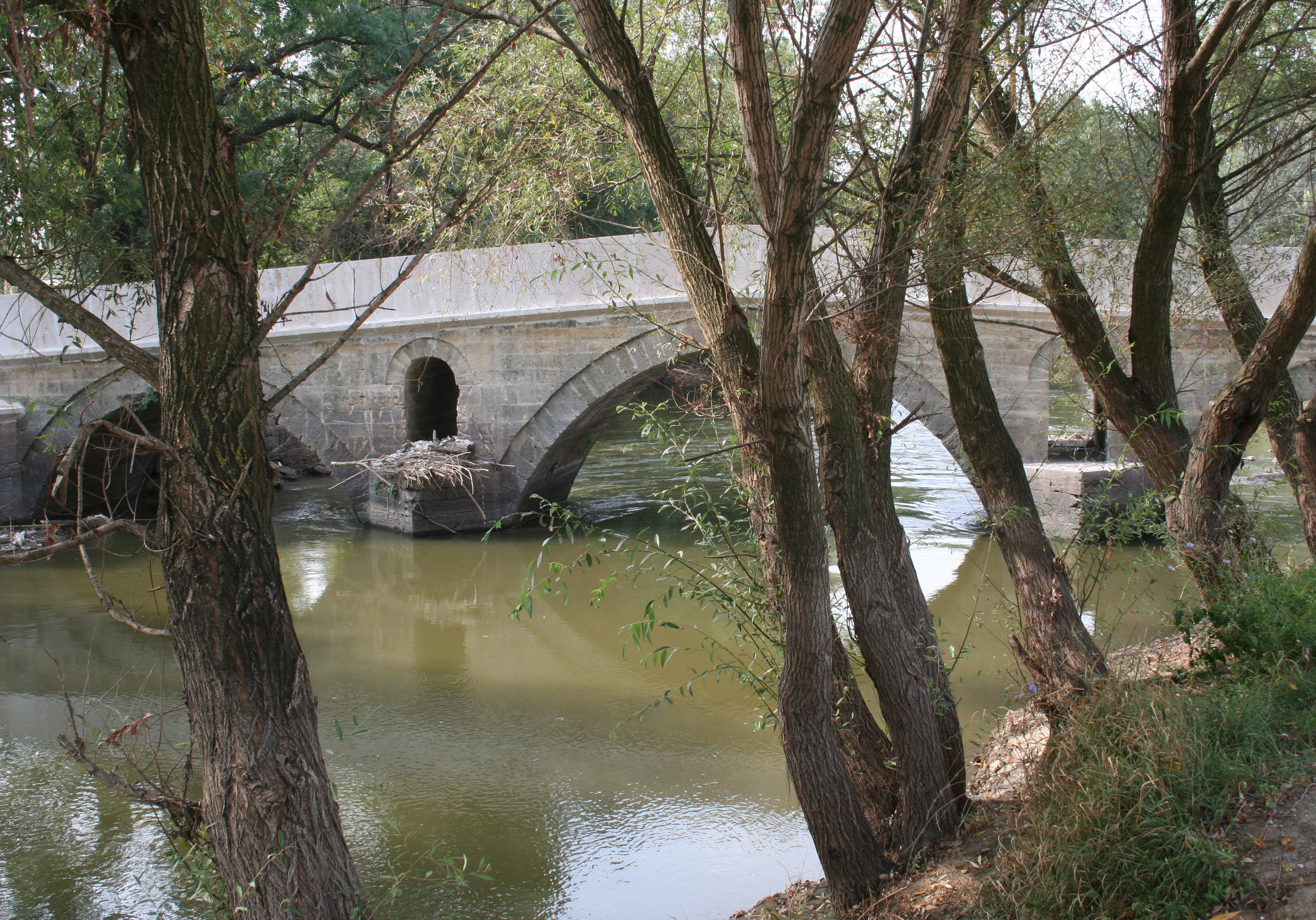
Tundzja (Tunca) vid Edirne i Turkiet.

Tundzja (bulgariska: Тунджа, turkiska: Tunca; grekiska: Tonzos; latin: Tonzus) är en 285 kilometer lång biflod till Maritsa i Bulgarien och Turkiet. Floden upprinner med två källarmar på Balkanbergen, rinner åt söder till staden Kalofer, därefter genom Kazanlăkdalen (Tulovsko polje), mellan Balkanbergen i norr och Sredna Gora i söder, åt öster och vänder norr om Jambol åt söder samt faller vid Edirne ut i Maritsa, i sin sydliga sträckning omgiven av en trång dal mellan utlöparna av Sakar Planina i väster och av İstranca dağ i öster. Dess bördiga dalgång är rik på välmående samhällen (Kazanlăk, Sliven, Jambol med flera) och är en av huvudorterna för tillverkningen av rosenolja.
Reservoaren Koprinka ligger utefter floden, och i botten av reservoaren finns ruinerna efter Seuthopolis, Odrysiska kungarikets huvudstad.